# Jean-Marie Klinkenberg

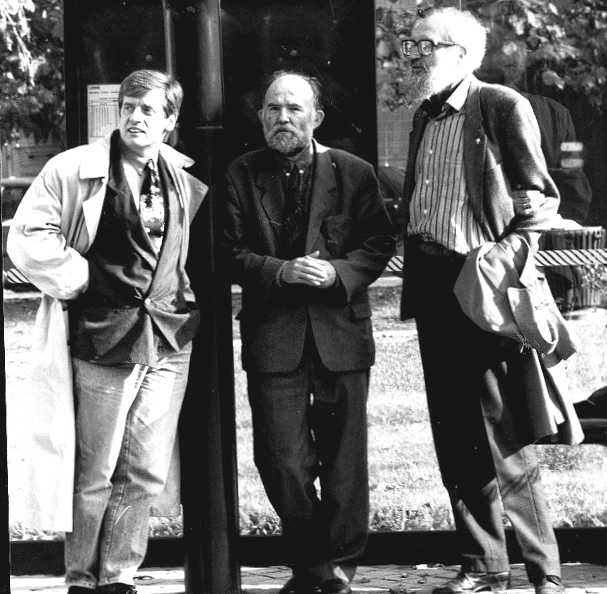
El Grup µ el 1991; d'esquerra a dreta: Jean-Marie Klinkenberg, P. Minguet i F. Edeline

Jean-Marie Klinkenberg, (Verviers, 1944), és un lingüista i semiòtic belga, catedràtic a la Universitat de Lieja.
Va ser embre fundador del Grup μ, ha treballat sobre els aspectes socials i cognitius de la semiòtica, i sobretot de la semiòtica visual. Els seus treballs sobre lingüística general, lingüística francesa i la sociologia de les cultures i literatures francòfones són també importants. Ha estat president de l'Associació Internacional de Semiòtica Visual (AISV-IAVS), i és membre de la Reial Acadèmia de Bèlgica.

## Obra
- 1970 Rhétorique générale, París, Larousse (paperback : París, Le Seuil,1982); amb el Grup µ. (A General Rhetoric, Baltimore & London, The Johns Hopkins University Press, transl. by Paul B. Burrell & Edgar M. Slotkin, 1981).
- 1973 Style et Archaïsme dans La Légende d'Ulenspiegel de Charles De Coster, Brussel·les, Palais des Académies.
- 1977 Rhétorique de la poésie : lecture linéaire, lecture tabulaire, Brussel·les, Complexe (paperback : París, Le Seuil, 1990); amb el Grup µ.
- 1978 Collages, París, U.G.E.; amb el Grup µ.
- 1979A Semiotic Landscape. Panorama sémiotique, The Hague, Mouton; amb Seymour Chatman & Umberto Eco.
- 1979 Rhétoriques, Sémiotiques, París, U.G.E; amb el Grup µ.
- 1980 La littérature française de Belgique, París, Nathan, Brussel·les, Labor.
- 1981 Langages et collectivités : le cas du Québec, Montréal, Leméac; amb D. Latin et G. Connolly.
- 1985 Trajectoires : littérature et institutions au Québec et en Belgique francophone, Presses universitaires de Montréal, Brussel·les, Labor; amb Lise Gauvin.
- 1985 Charles De Coster, Brussel·les, Labor.
- 1988 French adaptation of Le Signe. Introduction à un concept et à son histoire, de Umberto Eco, Brussel·les, Labor (paperback : Le livre de poche, 1992).
- 1988 Raymond Queneau, André Blavier: lettres croisées (1949-1976), Brussel·les, Labor,
- 1990 Le sens rhétorique. Essais de sémantique littéraire, Toronto, G.R.E.F., Brussel·les, Les Éperonnniers.
- 1991 Écrivain cherche lecteur. L'écrivain francophone et ses publics, París, Créaphis, Montréal, V.L.B.; with Lise Gauvin.
- 1992 Traité du signe visuel. Pour une rhétorique de l'image, París, Le Seuil; amb el Grup µ.
- 1994 Espace Nord. L'Anthologie, Brussel·les, Labor.
- 1994 Des Langues romanes, Louvain-la-Neuve, Duculot.
- 1996 Sept leçons de sémiotique et de rhétorique, Toronto, G.R.E.F.
- 1997 Une langue, une communauté. Le français en Belgique, Louvain-la-Neuve, Duculot; amb Daniel Blampain, André Goosse, Marc Wilmet.
- 1997 Salut Galarneau !, de Jacques Godbout, Montréal, Boréal.
- 1997 Précis de sémiotique générale, Duculot (paperback : París, Le Seuil, 2000).
- 2000 Tu parles !? Le français dans tous ses états, París, Flammarion (rééd. 2002, coll. Champs); amb Bernard Cerquiglini, Jean-Claude Corbeil, Benoît Peeters.
- 2001 La langue et le citoyen. Pour une autre politique de la langue française, París, Presses universitaires de France.
- 2003 Figuras, conocimiento, cultura. Ensayos retóricos, Mexico City, Universidad Nacional Autónoma; amb el Grup µ.
- 2003 Petites mythologies belges, Brussel·les, Labor.
- 2005 La littérature belge. Précis d'histoire sociale, Brussel·les, Labor; amb Benoît Denis.
- 2008 (editor) Figures de la figure: Sémiotique et rhétorique générale
- 2008 L'avenir du français (amb Jacques Maurais, Pierre Dumont, Bruno Maurer, Patrick Chardenet), Paris, Agence universitaire de la Francophonie, Édition des archives contemporaines.
- 2010 Le Tournant des années 1970. Liège en effervescence (amb Nancy Delhalle & Jacques Dubois), Brussel·les, Les Impressions nouvelles.
- 2010 Périphériques Nord. Fragments d'une histoire sociale de la littérature francophone en Belgique, Presses de l'Université de Liège.
- 2010 Voir faire. Faire voir, Brussel·les, Les Impressions nouvelles, 2010.